# Binodoxys coruscanigrans
Binodoxys coruscanigrans är en stekelart som först beskrevs av Charles Joseph Gahan 1911.  Binodoxys coruscanigrans ingår i släktet Binodoxys och familjen bracksteklar. Inga underarter finns listade.